# دنیاگیری کووید-۱۹ در جزایر فارو
دنیاگیری کووید-۱۹ در جزایر فارو بخشی از دنیاگیری بیماری کروناویروس ۲۰۱۹ در جهان است. اولین مورد تأیید شده در جزایر فارو در ۴ مارس ۲۰۲۰ در شهر توشهاون اعلام شد.